# Gimnasio Liaquat
El Gimnasio Liaquat es una arena localizada en la ciudad de Islamabad, la capital del país asiático de Pakistán. La capacidad del recinto es de 10 223 espectadores. Es sede de eventos deportivos bajo techo, tales como baloncesto, bádminton, y el boxeo.